# Джулио (монета)
Джулио (итал. Giulio) — название средневековой серебряной монеты Папской области и некоторых других итальянских государств.
Впервые монета джулио была отчеканена в 1508 году. Изначально представляла серебряный гроссо весом 3,87 г. Своё название получила по имени папы римского Юлия II (1503—1513). 10 джулио соответствовали 1 золотому дукату. Название в последующем перешло на другие гроссо Папской области и итальянских государств.
Аверс содержал портрет папы римского либо его герб. На реверсе помещали изображения апостолов Петра и Павла.
Джулио стали основными серебряными монетами Папской области XVI столетия. Их подражания также чеканили многие итальянские государства. К примеру в Мантуанском герцогстве при правлении Винченцо I Гонзага чеканили монеты в 2 джулио, которые получили название ансельмино. Дизайн монет различных правителей имеет свои отличия. Во время Климента VII штемпели для монет номиналом 1½ джулио делал знаменитый итальянский скульптор, музыкант и живописец Бенвенуто Челлини.
В последующем вес и изображения на монете менялись. Последние джулио были отчеканены во время правления папы Пия VII в 1817 году. В первой половине XIX столетия в Папской области сложилось следующее соотношение денежных единиц: 1 джулио = 2 гроссо = 10 байокко.